# Menandro de Corinto
Menandro (em latim: Menander) foi um oficial oficial romano do começo ou meados do século IV. Era nativo de Corinto, pai de Aristófanes e cunhado de Diógenes e Hiério. Foi um membro do senado romano, mas escolheu permaneceu um decurião em Corinto. Era pagão e fez parte do culto de Hécate em Egina e foi iniciado nos mistérios de Posidão no istmo.